# 헬레니즘 철학
헬레니즘 철학(Hellenistic philosophy)은 서양 철학의 한 시대를 일컫는 낱말로 헬레니즘 문명에서 전개된 철학을 의미한다. 시기적으로는 아리스토텔레스의 사후부터 신플라톤주의의 발생 이전까지의 기원전 320년 경에서 기원후 200년까지의 약 520년 간의 기간을 의미한다. 문명사적 입장에서 헬레니즘 문명은 시기적으로는 기원전 323년에서 기원전 146년 또는 기원전 30년까지로 로마 시대가 포함되지 않지만, 철학사의 입장에서 헬레니즘 철학에는 로마 시대가 포함된다.

## 헬레니즘 철학의 학파

### 피타고라스 학파
피타고라스 학파는 피타고라스에 의해 발달된 철학과 과학 학파로, 이후 대부분의 헬레니즘 철학 사조에 영향을 끼쳤다. 이 사상은 수학에 기반을 두어 피타고라스의 과학적 업적에 집중하는 분파와, 피타고라스의 형이상학에 대한 가르침에 집중하는 두 분파로 나뉘게 된다.
- 크로톤의 피타고라스 (570–495 BC)
- 히파소스 (기원전 5세기)

### 소피즘
소피스트는 철학과 수사를 이용해 아레테를 가르치는데 특화된 교사들을 말한다. 이들은 주로 젊은 정치가이나 귀족들을 가르쳤다.
- 프로타고라스 (490–420 BC)
- 고르기아스 (485–380 BC)
- 안티폰 (480–411 BC)

### 키니코스 학파
키니코스 학파는 기원전 4세기경 안티스테네스에 의해 시작되어 서기 5세기까지 지속되었던 철학 학파로, 금욕적 삶을 추구하였다. 이들은 자연과 조화하여 덕있는 삶을 살 수 있다는 생각을 가지고 부, 권력, 건강, 명성 등 모든 세속적 욕망을 거부하는 자유로운 삶을 추구했다.
- 안티스테네스 (445–365 BC)
- 디오게네스 (412–323 BC)
- 테베의 크라테스 (365–285 BC)
- 메니푸스 (c. 275 BC)
- 데메트리우스 (10–80 AD)

### 키레네 학파
키레네 학파는 기원전 4세기경 소크라테스의 제자인 아리스티포스에 의해 세워진 학파로, 쾌락주의를 추구하였다. 이들은 쾌락이 인간이 경험으로 알 수 있는 최고의 선이라고 주장하였다.
- 아리스티포스 (435–360 BC)
- 안니케리스 (300 BC경)
- 헤게시아스 (290 BC경)
- 무신론자 테오도로스 (c. 340 – c. 250 BC)

### 플라톤주의
플라톤주의는 기원전 4세기 플라톤에 의해 세워지고 그 추종자들에 의해 발달된 철학사조를 의미한다. 플라톤주의의 중심 개념은 이데아론으로, 초월적이고 완전한 원형(原形, archetype)이 존재하며 세상만물은 모두 원형의 불완전한 복제품이라는 주장이다. 이 이론에서 최상의 이데아는 "지식과 진리의 원인이긴 하지만 지식에 의해 파악되는 것"인 선의 이데아이다. 기원전 3세기에 아르케실라오스가 아카데미아 회의주의를 받아들인 뒤, 기원전 90년 아스칼론의 안티오코스가 스토아 학파의 요소를 받아들이기까지 회의주의가 플라톤주의의 중심 사상이 된다. 기원후 3세기경 동양의 신비주의를 받아들이며 신플라톤주의로 발전하게 된다.
- 스페우시포스 (407–339 BC)

- 크세노크라테스 (396–314 BC)
- 아스칼론의 안티오코스 (130–68 BC)
- 플루타르크 (46–120 AD)

### 소요 학파
소요 학파는 기원전 4세기에 아리스토텔레스에 의해 세워진 학파로, 이들은 세계를 조사함으로써 만물의 기원을 탐구할 수 있다는 주장을 펼쳤다. 이들은 행복이 삶의 목표이며 덕을 행함으로 이를 얻을 수 있다고 주장했는데, 이들이 주장하는 덕이란 중용과 같은 말이다.
- 아리스토텔레스 (384–322 BC)
- 테오프라스토스 (371–287 BC)
- 람프사코스의 스트라톤 (335–269 BC)
- 아프로디시아스의 알렉산드로스 (c. 200 AD)

### 피론주의
피론주의는 기원전 3세기에 피론에 의해 설립되어 기원전 1세기에 아이네시데모스에 의해 발달된 철학적 회의주의의 한 갈래이다. 피론주의는 정신적 동요가 없는 상태인 아타락시아를 추구하며, 믿음과 같은 형이상학적 대상에 대한 에포케 즉 판단중지를 통해 아타락시아를 달성할 수 있다고 믿었다.
- 피론 (365–275 BC)
- 티몬 (320–230 BC)
- 아이네시데모스 (기원전 1세기)
- 섹스투스 엠피리쿠스 (서기 2세기)

### 에피쿠로스 학파
에피쿠로스 학파는 기원전 3세기 에피쿠로스에 의해 설립된 학파로, 우주는 신의 간섭이 아닌 우연에 의해 지배된다고 생각하였다. 또한 고통의 부재를 최상의 기쁨으로 보았으며 단순한 삶을 옹호하였다. 스토아 학파의 라이벌 위치에 놓여있었는데, 서기 3세기경 양 철학이 모두 사라지기 전까지 이러한 관계가 유지되었다.
- 에피쿠로스 (341–270 BC)
- 메트로도로스 (331–278 BC)
- 헤르마르쿠스 (325-250 BC)
- 시돈의 제논 (기원전 1세기)
- 필로데무스 (110–40 BC)
- 루크레티우스 (99–55 BC)

### 스토아 학파

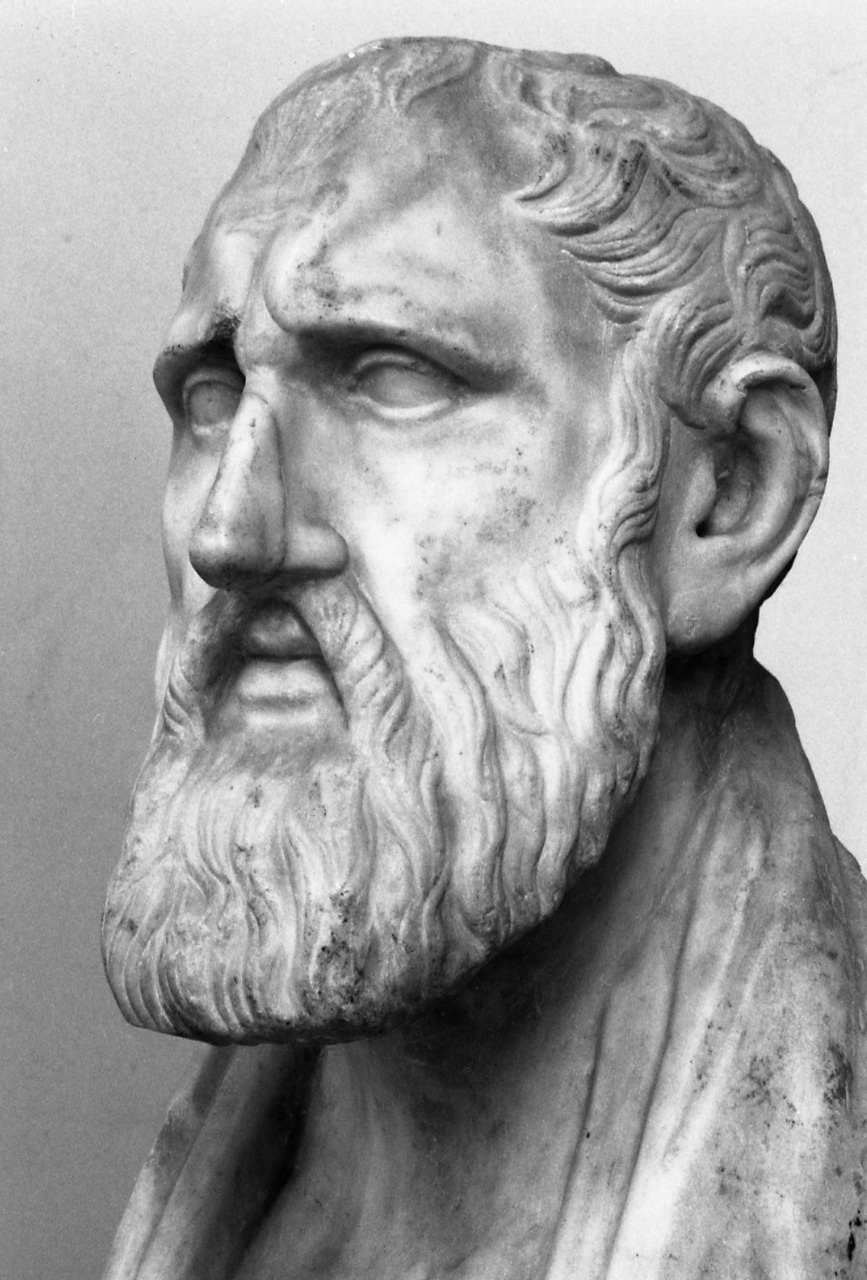
스토아 학파의 설립자인 키티온의 제논(333–263 BC)

스토아 학파는 기원전 3세기 키티온의 제논에 의해 설립된 학파로, 삶의 궁극적 목표는 자연과의 조화라는 키니코스 학파의 도덕 사상에 기반을 두었다. 또한 자기 제어와 강한 의지(fortitude)를 통해 파괴적인 감정을 극복할 수 있다는 주장을 펼쳤다.
- 키티온의 제논 (333–263 BC)
- 클레안테스 (331–232 BC)
- 크리시포스 (280–207 BC)
- 파나에티우스 (185–110 BC)
- 포세이도니오스 (135–51 BC)
- 루키우스 안나이우스 세네카 (4 BC – 65 AD)
- 에픽테토스 (55–135 AD)
- 마르쿠스 아우렐리우스 (121–180 AD)

### 아카데메이아 회의주의
아카데메이아 회의주의는 아르케실라오스가 아카데메이아의 수장이 된 기원전 266년부터 아스칼론의 안티오코스가 회의주의를 부정한 기원전 90년까지 플라톤주의의 주요 사상을 의미한다. 기원전 90년 이후 아카데메이아 회의주의에 대한 학파차원의 지지는 없었지만, 플루타르코스와 그의 제자 파보리누스 등 개인적 차원의 지지는 계속되었다. 아카데메이아 회의주의는 아무것도 알 수 없다고 주장하였다. 또한 생각은 결코 진리에 도달할 수는 없지만 진리와의 유사성을 평가할 수 있기 때문에 사람들이 생각을 실천으로 옮기는 것이라고 주장하였다. 느낌에 대한 확신이 참된 지식으로 이끈다는 스토아 학파의 교리에 대해 많은 공격을 하였다.
- 아르케실라오스 (316–232 BC)
- 카르네아데스 (214–129 BC)
- 키케로 (106–43 BC)

### 절충주의
절충주의는 어떤 하나의 교의를 따르지 않고, 각종 교의들 중 가장 그럴듯한 것들을 골라서 학설을 만들어가는 사상을 의미한다. 이 사상을 따르는 대표적인 인물로는 키케로가 있다.
- 마르쿠스 테렌티우스 바로 (116–27 BC)
- 키케로 (106–43 BC)
- 루키우스 안나이우스 세네카 (4 BC – 65 AD)

### 헬레니즘 유대교
헬레니즘 유대교는 헬레니즘의 언어를 통해 유대교를 정립하고자 했던 시도를 의미한다.
- 필론 (30 BC – 45 AD)
- 요세푸스 (37–100 AD)

### 신피타고라스 학파
신피타고라스 학파는 서기 1~2세기에 유행했던 사상으로, 피타고라스 학파의 교의를 부활시키고자 하였다. 일자(一者)에 의한 코스모스 성립과, 코스모스의 구성으로서 일자세계, 정신세계, 물질세계를 단계적으로 구분하였다. 그리스 철학에 종교적 요소를 도입하고자 하였으며, 영혼을 정제하기 위한 금욕주의적 삶을 통해 신을 숭배할 수 있다고 주장하였다. 스토아 학파와 함께 신플라톤주의 형성에 영향을 주었다.
- 니기디우스 피굴루스 (98–45 BC)
- 티아나의 아폴로니오스 (15/40–100/120 AD)
- 아파메이아의 누메니우스 (서기 2세기)

### 헬레니즘 기독교
헬레니즘 기독교는 서기 2세기 말엽부터 기독교와 그리스 철학을 화해시키고자 했던 시도를 말한다. 알렉산드리아의 클레멘스가 기독교에 철학적 틀을 제공하고자 했던 것에서 볼 수 있듯, 주로 플라톤주의와 신플라톤주의의 도식으로부터 영감을 받았다.
- 알렉산드리아의 클레멘스 (150–215 AD)
- 오리게네스 (185–254 AD)
- 아우구스티누스 (354–430 AD)
- 아일리아 에우도키아 (401–460 AD)

### 신플라톤주의
신플라톤주의 혹은 플로티노스주의는 서기 3세기에 플라톤과 플라톤주의자들의 가르침에 기반을 두어 플로티노스에 의해 세워진 종교적이고 신비주의적인 철학 사상이다. 존재의 최고점에 절대자 또는 모든것의 근원인 선(the Good)이 존재한다고 보았으며, 덕과 명상 속에서 영혼은 절대자와 합일의 경지에 이를 수 있고 이것이 인간 존재의 참된 목적이라고 주장하였다. 비기독교 신플라톤주의자들은 아우구스티누스, 보이티우스, 요하네스 스코투스 에리우게나 등의 기독교인들이 신플라톤주의를 받아들이기 전까지 기독교에 대해 적대적인 모습을 보여주었다. 엄밀하게는 헬레니즘 철학에 포함되지 않는다.
- 플로티노스 (205–270 AD)
- 포르피리오스 (233–309 AD)
- 이암블리코스 (245–325 AD)
- 프로클로스 (412–485 AD)

## 같이 보기
- 알렉산드리아 학파
- 고대 그리스 철학
- 고대철학
- 헬레니즘 문명
- 헬레니즘 종교
- 제자백가
- 아카데메이아

## 참고 문헌
- A. A. Long, D. N. Sedley (eds.), The Hellenistic Philosophers (2 vols, Cambridge University Press, 1987)
- Giovanni Reale, The Systems of the Hellenistic Age: History of Ancient Philosophy (Suny Series in Philosophy), edited and translated from Italian by John R. Catan, Albany, State of New York University Press, 1985, ISBN 0887060080.
- Scholium on Aristotle's Rhetoric, quoted in Dudley 1937, p. 5
- Navia, Luis E. Classical Cynicism: A Critical Study. pg 140.
- Chauí, 2010, p. 14
- Chauí, 2010, p. 81
- FERGUSON, John. Cosmópolis. In: A Herança do Helenismo. Lisboa: Verbo, 1973, p. 35
- Abbagnano, 2014, p. 707.
- Eduard Zeller, Outlines of the History of Greek Philosophy, 13th Edition
- "Peripatetic philosophy" entry in Lieber, Wigglesworth & Bradford 1832, p. 22
- Chauí, 2010, p. 14
- Abbagnano, 2014, p. 826
- Abbagnano, 2014, p. 779
- https://web.archive.org/web/20150429142100/http://www.iep.utm.edu/eclectic/
- Abbagnano, 2014, p. 826
- "Platonism." Cross, F. L., ed. The Oxford dictionary of the Christian church. New York: Oxford University Press. 2005